# Hyllus madagascariensis
Hyllus madagascariensis är en spindelart som först beskrevs av Vinson 1863.  Hyllus madagascariensis ingår i släktet Hyllus och familjen hoppspindlar. Inga underarter finns listade i Catalogue of Life.